# Olympiahalle Innsbruck
|  |

Sala Olympia Innsbruck (în germană Olympiahalle Innsbruck), situată în Olympiastraße 10, este o sală de sport multifuncțională din Innsbruck, Landul federal Tirol, Austria. Sala este situată în sudul orașului, aproape de Stadionul de fotbal Tivoli, la aproximativ 1,5 km de gara Innsbruck Hauptbahnhof, la aproximativ 1,4 km de gara Innsbruck Westbahnhof, la aproximativ 2,2 km de gara Innsbruck Messe, la aproximativ 4,8 km de Aeroportul Innsbruck, la aproximativ 2 km de autostrada A12 (Inntal Autobahn / E60) și la aproximativ 4,4 km de autostrada A13 (Brenner Autobahn / E45), lângă stația de transport public Innsbruck Olympiaworld, deservită de mijloacele de transport ale operatorilor IVB (Innsbrucker Verkehrsbetriebe) și VVT (Verkehrsverbund Tirol). Parte a complexului sportiv multifuncțional Lumea Olimpică Innsbruck (în germană Olympiaworld Innsbruck), este administrată de către Olympia Sport- und Veranstaltungszentrum Innsbruck GmbH, o societate comercială a cărui acționari sunt orașul Innsbruck și landul federal Tirol, fiecare cu 50 % și este folosită ca bază pentru evenimente sportive, expoziții, târguri, spectacole și concerte.
Sala, proiectată de arhitectul Hans Buchrainer, a fost inaugurată în 1963 și renovată între 2000 și 2004. Dispune de un teren de joc cu o suprafață de 2 500 m2, măsoară 65 m x 35 m și poate găzdui 8 000 spectatori în tribune și între 1 000 și 4 000 spectatori pe terenul de joc în funcție de evenimentul desfășurat. De asemenea, există o sală multifuncțională de 490 m2, nouă standuri gastronomice, un bar cu spațiu pentru aproximativ 200 persoane și două parcări cu 1 000 de locuri în total.
Printre evenimentele găzduite de sală se numără:
- Competiția de patinaj artistic la Jocurile Olimpice de iarnă din 1964[10];
- Competiția de hochei pe gheață la Jocurile Olimpice de iarnă din 1964[10];
- Competiția de patinaj artistic la Jocurile Olimpice de iarnă din 1976[11];
- Competiția de hochei pe gheață la Jocurile Olimpice de iarnă din 1976[11];
- Campionatul Mondial de Hochei pe Gheață Masculin din 2005[12];
- Campionatul European de Handbal Masculin din 2010[13];
- Campionatul European de Volei Masculin din 2011[14];
- Competiția de patinaj viteză pe pistă scurtă la Jocurile Olimpice de Tineret din 2012[15];
- Competiția de patinaj artistic la Jocurile Olimpice de Iarnă pentru Tineret din 2012[15];
- Competiția de hochei pe gheață la Jocurile Olimpice de Iarnă pentru Tineret din 2012[15];
- Turneul de darts European Darts Matchplay din 2015[16];
- concerte The Rolling Stones, Deep Purple, Emerson, Lake and Palmer, Uriah Heep, Bryan Adams, Status Quo, Fats Domino, Roxette, Chris de Burgh, Scorpions, Def Leppard, Cher, José Feliciano, Toto, Chuck Berry, Lenny Kravitz, The Prodigy, Simply Red, Kim Wilde, Bob Dylan[17][18];

## Galerie de imagini

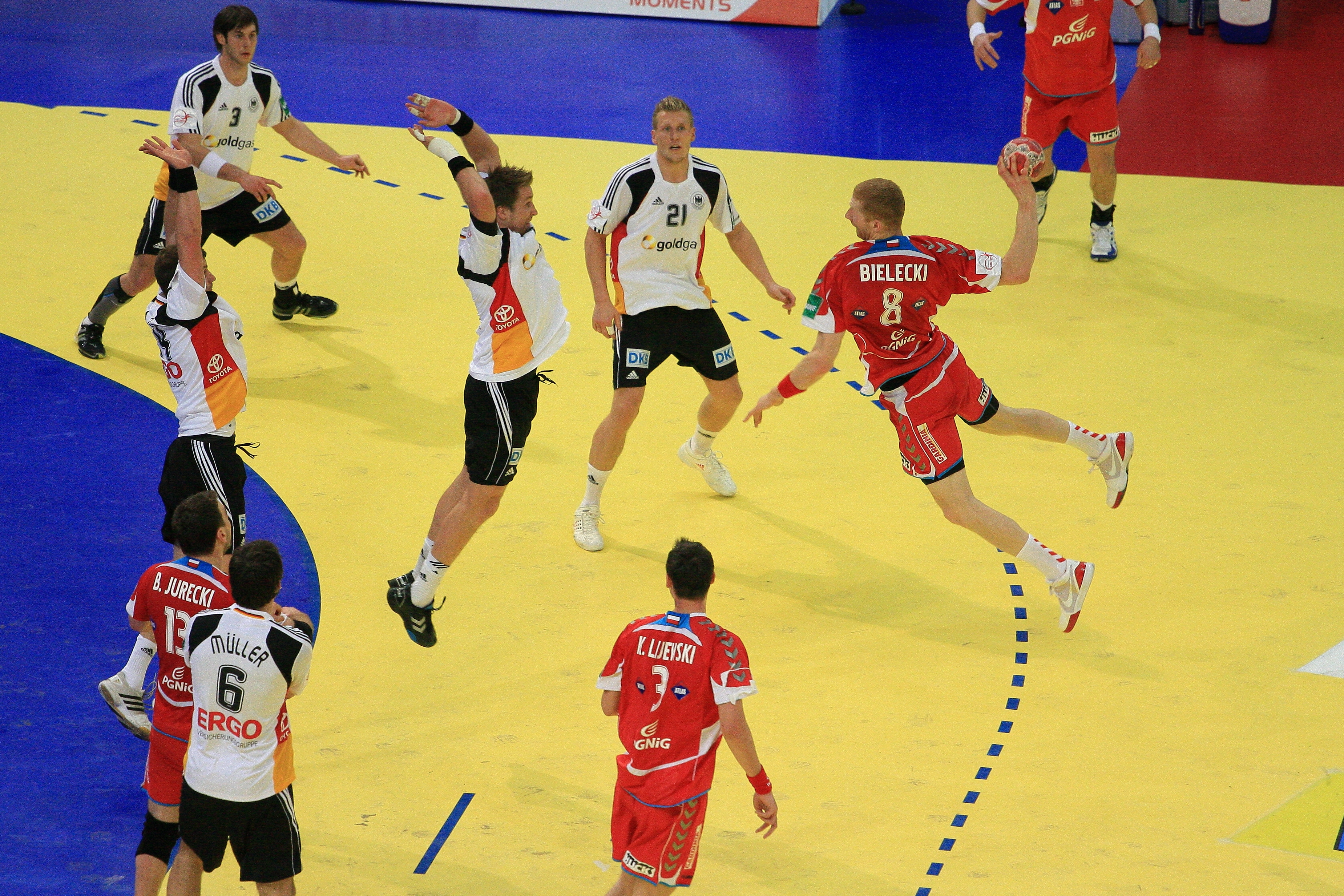
Secvență din partida Germania-Polonia, desfășurată pe 19 ianuarie 2010, din cadrul Campionatul European de Handbal Masculin din 2010.
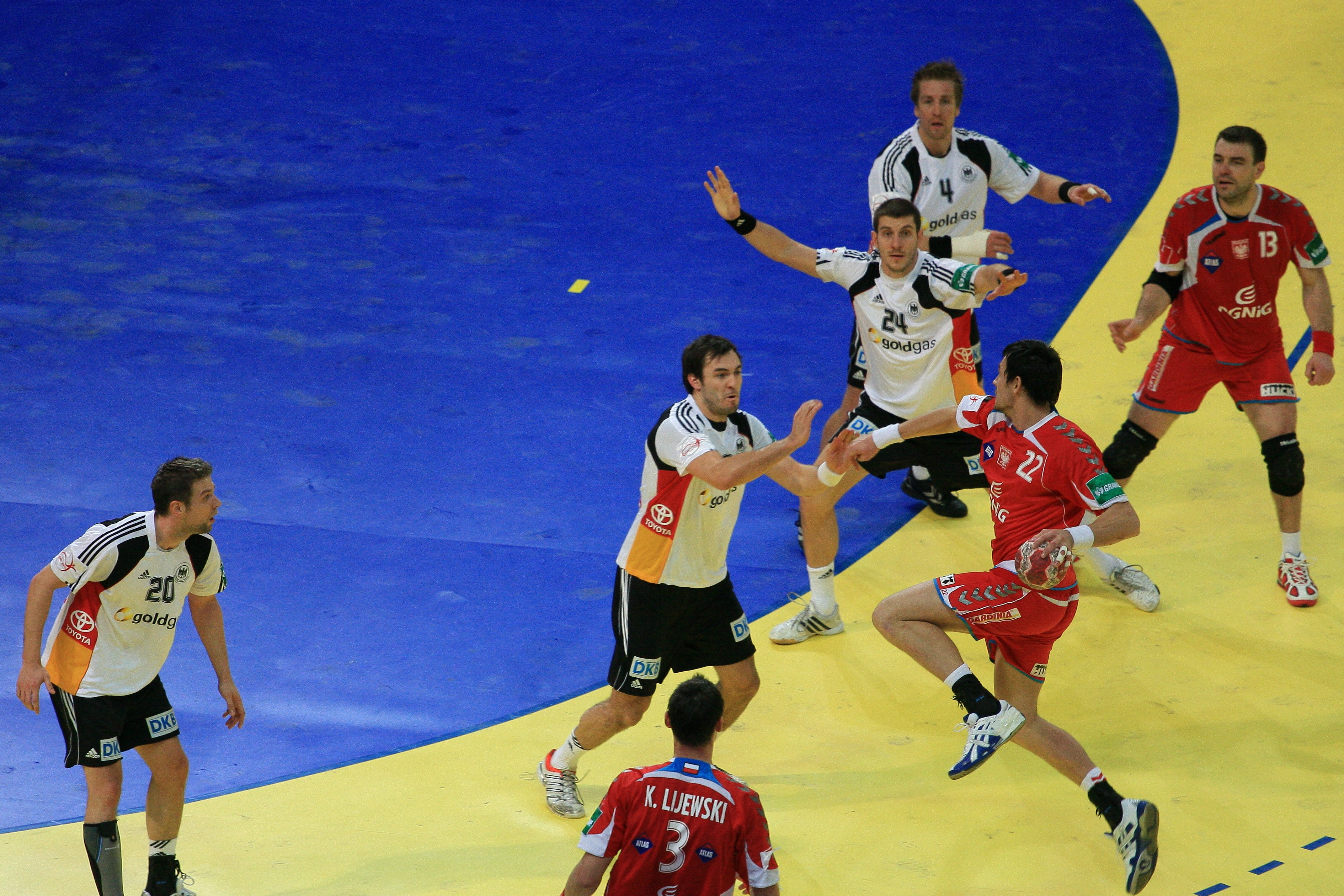
Secvență din partida Germania-Polonia, desfășurată pe 19 ianuarie 2010, din cadrul Campionatul European de Handbal Masculin din 2010.
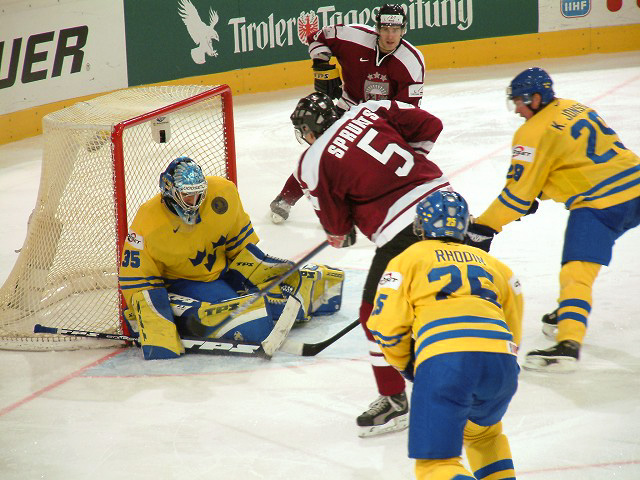
Secvență din partida Suedia-Letonia, desfășurată pe 10 mai 2005, din cadrul Campionatul Mondial de Hochei pe Gheață Masculin din 2005.
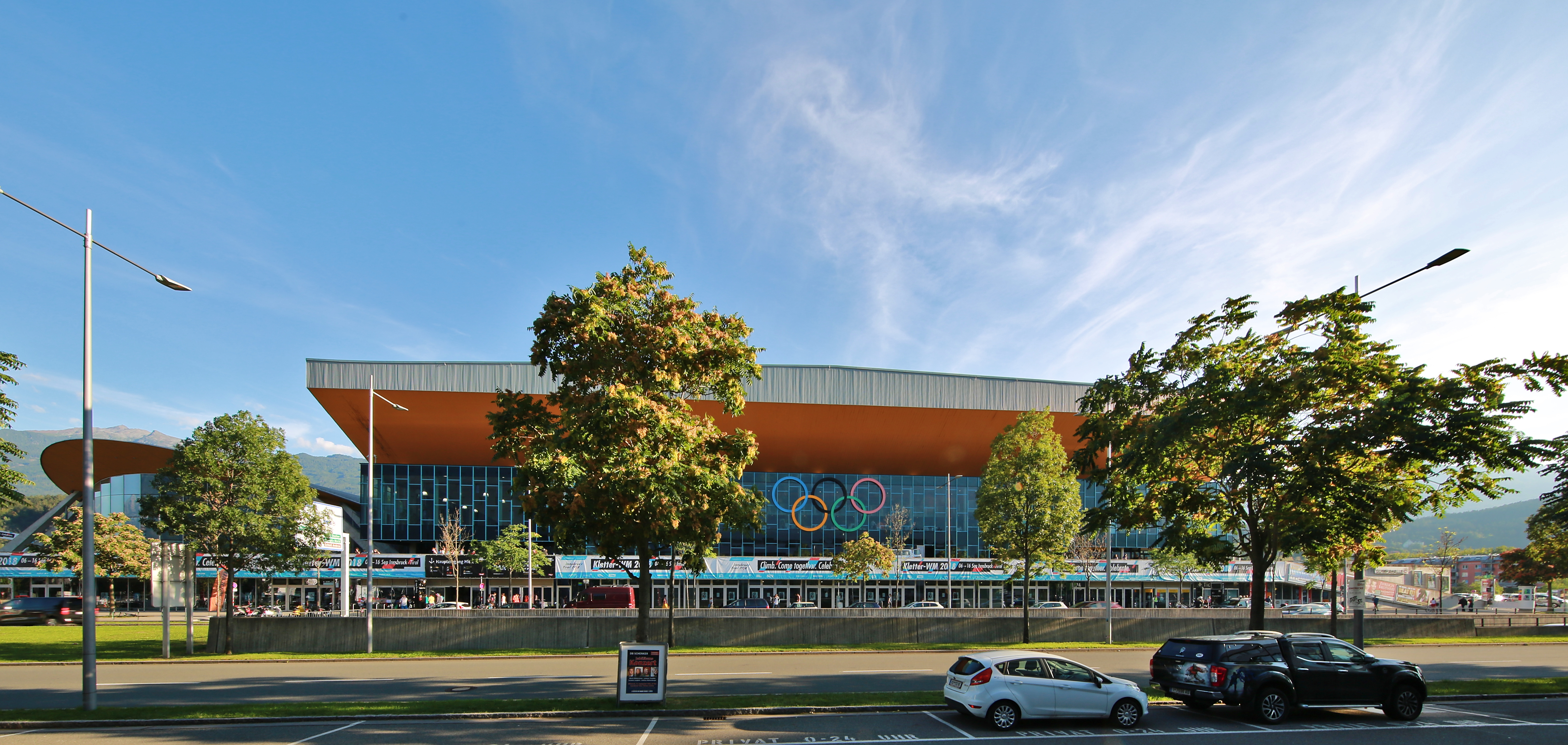
Olympiahalle Innsbruck. Vedere dinspre nord.
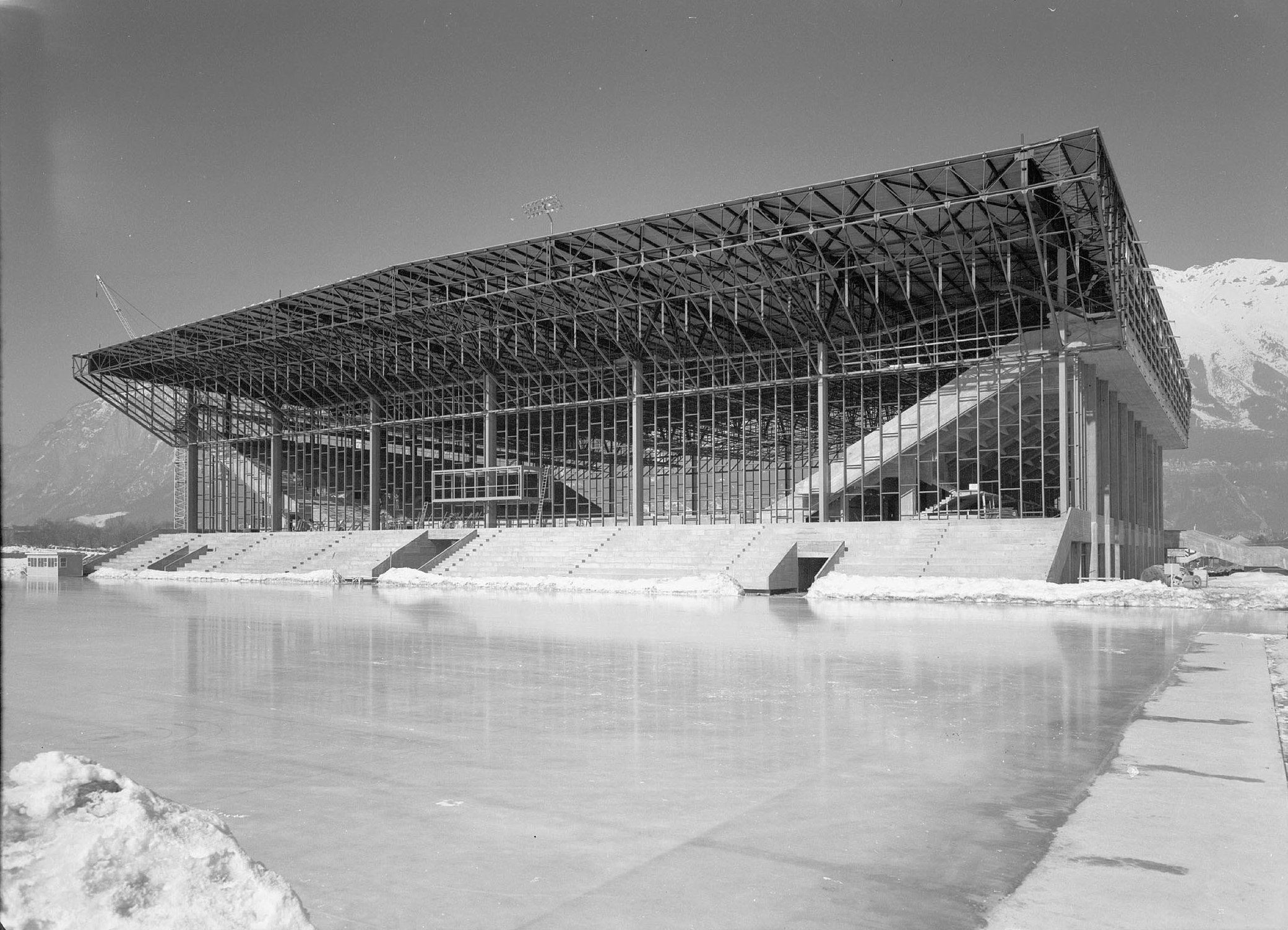
Olympiahalle Innsbruck în timpul construcției.
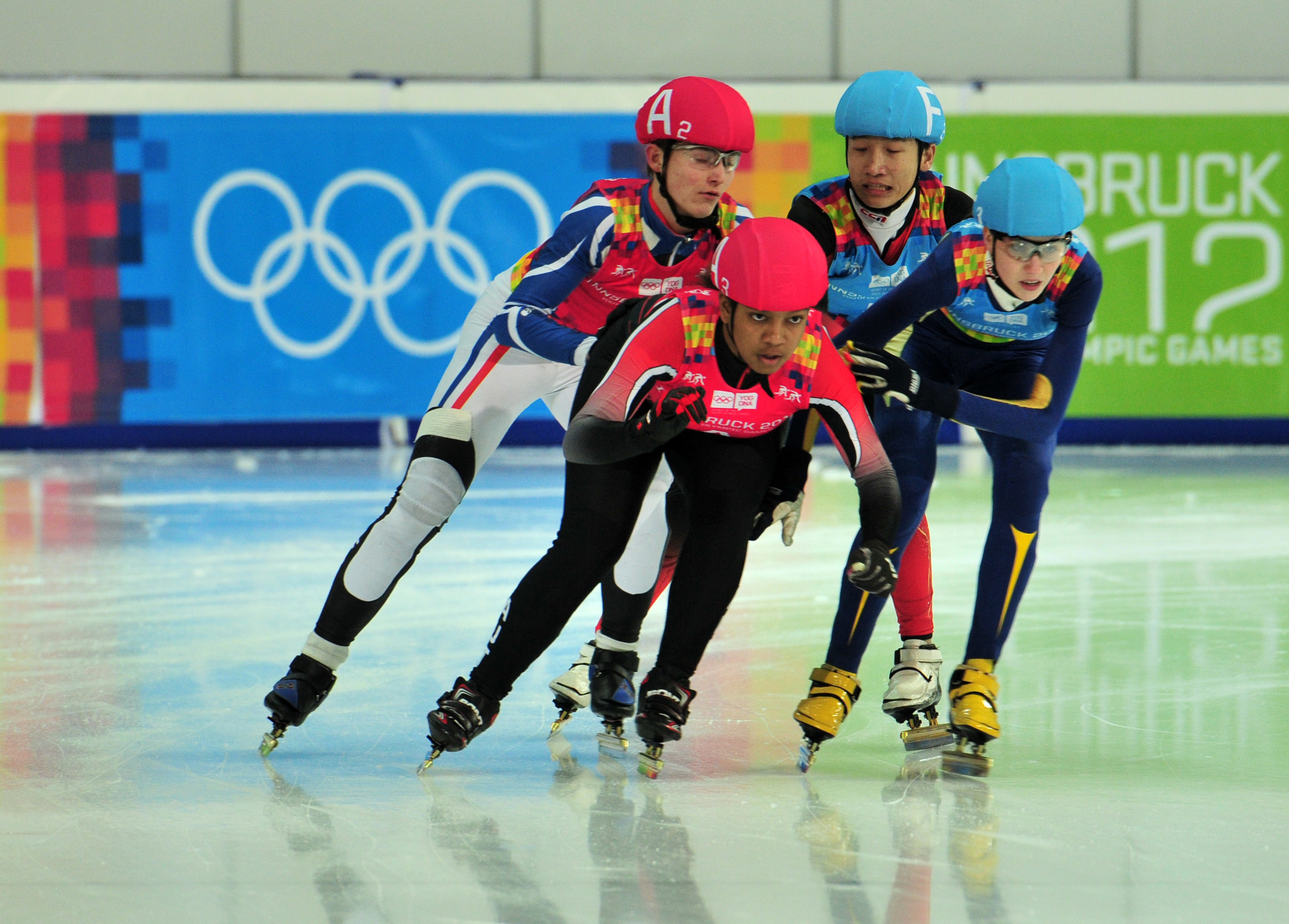
Secvență din competiția de patinaj viteză pe pistă scurtă la Jocurile Olimpice de Iarnă pentru Tineret din 2012.
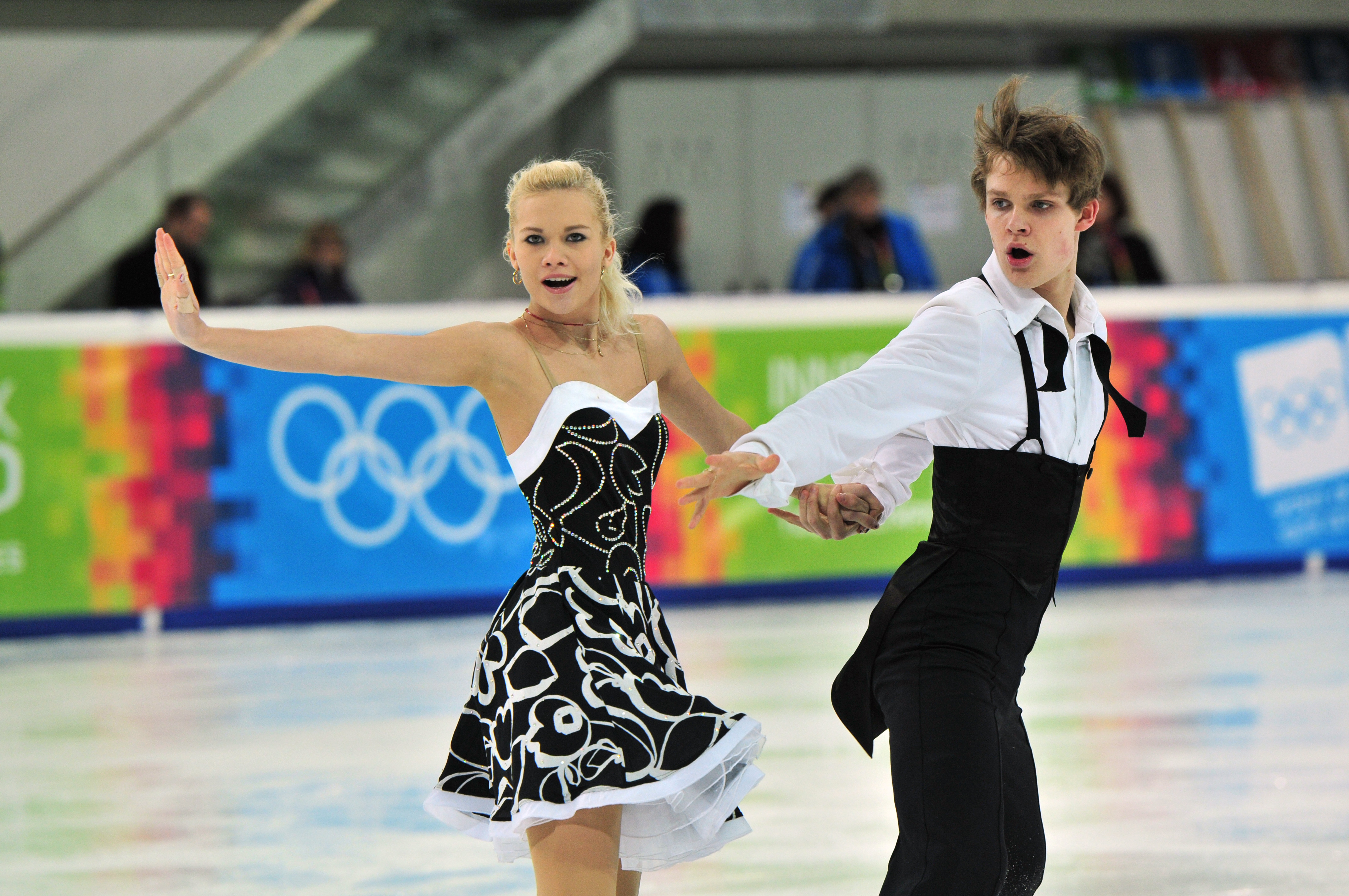
Perechea Jana Čejkova și Alexandr Sinicyn din Cehia. Secvență din competiția de patinaj artistic la Jocurile Olimpice de Tineret din 2012.